# Dale Derkatch
Dale Derkatch (Preeceville, 17 ottobre 1964) è un ex hockeista su ghiaccio canadese.
Centro di stecca sinistra, cominciò a farsi notare nella lega giovanile del Saskatchewan, dove nel 1980-81 mise a segno 35 gol ed altrettanti assist in 20 gare.
Nella stagione successiva passò all'hockey su ghiaccio semiprofessionistico giovanile, in WHL con i Regina Pats, dove rimase per 3 stagioni. Al termine della seconda, non ancora diciannovenne, fu selezionato dagli Edmonton Oilers come settima scelta (140º assoluto). Tuttavia non riuscì mai a calcare il ghiaccio NHL.
Nel 1983, dopo essersi aggiudicato il titolo di miglior realizzatore della WHL, fu chiamato a vestire la maglia della nazionale canadese di hockey su ghiaccio che terminò al terzo posto i campionati mondiali giovanili, dietro ai padroni di casa dell'Unione Sovietica e alla Cecoslovacchia.
Il giovane fu mandato a fare poi esperienza in Europa, dove in realtà poi rimase per praticamente tutta la carriera. La sua prima squadra fu l'Hockey Club Bolzano, che condusse alla vittoria dello scudetto 1984-85; Derkatch vinse pure la classifica marcatori con 125 punti (50+75) e quella degli assist. Tornò ai Regina Pats per i playoff di quella stagione, ma furono le sue ultime partite in Nord America.
Nel 1985-86 fu di nuovo ingaggiato da una squadra italiana, l'Asiago, e con i vicentini approdò alla finale (la prima nella storia dei giallorossi, se si esclude il girone finale della stagione 1951/52) persa poi contro il Merano. Chiuse la stagione con 100 punti in 28 incontri.
Derkatch si trasferì poi nel più competitivo campionato finlandese, la SM-liiga, dove per tre anni vestì la maglia del Tampere Ilves, con cui raccolse una vittoria in regular season nel 1988 (cui però non fece seguito un successo nei playoff) e il terzo posto finale nel 1989.
Fu la volta poi della Germania, dove giocò per il resto della carriera (se si eccettua una parte della stagione 1992-93, giocata nella Nationalliga svizzera con il Lions Zurigo): München Hedos nel 1989-90, poi due stagioni a Rosenheim, poi nel 1992-93, di ritorno dalla Svizzera, Düsseldorf EG (con cui vinse il suo primo titolo tedesco).
Nel 1993-94 torna a Monaco di Baviera, dove vinse il secondo titolo. La squadra - che nel frattempo aveva cambiato nome in Mad Dogs - fallì nel corso della stagione successiva, ritirandosi dal campionato. Derkatch passò nella seconda serie (allora denominata 1. Liga) tra le file del SC Riessersee che fu poi promosso.
Tornò nella Deutsche Eishockey-Liga (DEL) l'anno dopo, con i Kaufbeurer Adler, con cui riuscì a salvarsi. Nel 1996-97 trovò di nuovo un ingaggio con il Riessersee, che nel frattempo era nuovamente retrocesso in 1. Liga, dove giocò per due anni e dove chiuse la carriera.
Nel 1998-99 fu ingaggiato come scout dai Washington Capitals, ruolo che ricoprì fino al 2004, quando è stato ingaggiato dal Notre Dame, la squadra giovanile che l'aveva lanciato, come responsabile dello sviluppo hockeistico.